# 造賀村
造賀村（ぞうかむら）は、広島県賀茂郡にかつてあった村。現在の東広島市高屋町造賀にあたる。

## 地理
- 河川：造賀川[1]

## 歴史
- 1889年（明治22年）4月1日、町村制の施行により、賀茂郡造賀村が単独で村制施行し、造賀村が発足[1][2]。
- 1950年（昭和25年）6月10日、豊田郡戸野村大字造賀を編入[1]。
- 1958年（昭和33年）1月1日、賀茂郡高屋町に編入され廃止[1][2]。

## 産業
- 農業[1]

## 教育
- 1891年（明治24年）造賀尋常小学校開校（現東広島市立造賀小学校）[1]。1903年（明治36年）高等科を併置[1]。
- 1949年（昭和24年）川上村との組合立賀茂中学校開校の際、賀茂東校を置く[1]。1952年（昭和27年）造賀中学校となり、1959年（昭和34年）高屋中学校（現東広島市立高屋中学校）に統合[1]。